# Clube Recreativo Nitro-Química
O Clube Recreativo Nitro-Química é um clube brasileiro de futebol da cidade de São Paulo.
A equipe foi fundada em 30 de junho de 1939 e disputou cinco edições do campeonato paulista da terceira divisão: 1961, 1962, 1963, 1964 e 1965.
Disputou ainda a III Taça São Paulo de Futebol Juvenil.
Atualmente o clube participa apenas de campeonatos amadores de futebol.